# Magadan (tỉnh)
Magadan Oblast (tiếng Nga: Магада́нская о́бласть, Magadanskaya oblast) là một chủ thể liên bang (một tỉnh thuộc vùng Liên bang Viễn Đông của Nga. Trung tâm hành chính là thành phố Magadan. Tỉnh Magadan có dân số 156,996 (2010), đây là tỉnh ít dân nhất tỉnh của Nga & cũng là tỉnh ít dân thứ 3 của Nga.
Nó giáp với Khu tự trị Chukotka  ở phía bắc, Vùng Kamchatka ở phía đông, Vùng Khabarovsk ở phía nam, và Cộng hoà Sakha ở phía tây.

## Hành Chính

Hành Chính tỉnh Magadan

- Khasynsky
- Olsky
- Omsukchansky
- Severo-Evensky
- Srednekansky
- Susumansky
- Tenkinsky
- Yagodninsky
- Magadan

## Liên kết
- (tiếng Nga) Official website of Magadan Oblast
- (tiếng Anh) Overview of Magadan Oblast Lưu trữ ngày 25 tháng 10 năm 2007 tại Wayback Machine (Kommersant newspaper)
- (tiếng Anh) Magadan oblast beautiful nature views